# Lydia Hohenberger
Lydia Hohenberger (* 17. Januar 1959 in Selb, Oberfranken; † 7. Dezember 2011 in Portugal) war eine deutsche Politikerin (AL).

## Leben
Hohenberger, welche Politologie studierte, wurde 1985 Mitglied der AL und gehörte dort dem Delegiertenrat an. Von 1989 bis 1991 war sie Mitglied des Abgeordnetenhauses von Berlin in der 11. Wahlperiode, als die AL mit der SPD den Senat Momper bildete. 1994 zog sie mit ihrem Lebensgefährten Jürgen Strohmaier nach Portugal, wo sie ein Unternehmen für sanften Tourismus aufbauten. Beide schrieben auch mehrere Reiseführer über das Land.
Hohenberger starb in Portugal nach schwerer Krankheit.